# Ruòm
Ruoms és un municipi francès situat al departament de l'Ardecha i a la regió d'Alvèrnia-Roine-Alps. L'any 2007 tenia 2.225 habitants.

## Demografia

### Població
El 2007 la població de fet de Ruoms era de 2.225 persones. Hi havia 938 famílies de les quals 335 eren unipersonals (129 homes vivint sols i 206 dones vivint soles), 345 parelles sense fills, 164 parelles amb fills i 94 famílies monoparentals amb fills.
La població ha evolucionat segons el següent gràfic:
Habitants censats

### Habitatges
El 2007 hi havia 1.648 habitatges, 960 eren l'habitatge principal de la família, 570 eren segones residències i 118 estaven desocupats. 957 eren cases i 418 eren apartaments. Dels 960 habitatges principals, 555 estaven ocupats pels seus propietaris, 359 estaven llogats i ocupats pels llogaters i 47 estaven cedits a títol gratuït; 13 tenien una cambra, 78 en tenien dues, 193 en tenien tres, 339 en tenien quatre i 337 en tenien cinc o més. 769 habitatges disposaven pel capbaix d'una plaça de pàrquing. A 536 habitatges hi havia un automòbil i a 263 n'hi havia dos o més.

### Piràmide de població
La piràmide de població per edats i sexe el 2009 era:
| Homes | Edats   | Dones |
| ----- | ------- | ----- |
| 8     | 95 o +  | 8     |
| 8     | 90 a 94 | 48    |
| 20    | 85 a 89 | 60    |
| 36    | 80 a 84 | 64    |
| 68    | 75 a 79 | 72    |
| 52    | 70 a 74 | 96    |
| 48    | 65 a 69 | 68    |
| 52    | 60 a 64 | 96    |
| 64    | 55 a 59 | 56    |
| 52    | 50 a 54 | 52    |
| 60    | 45 a 49 | 68    |
| 64    | 40 a 44 | 72    |
| 44    | 35 a 39 | 124   |
| 68    | 30 a 34 | 88    |
| 48    | 25 a 29 | 44    |
| 24    | 20 a 24 | 56    |
| 44    | 15 a 19 | 64    |
| 56    | 10 a 14 | 48    |
| 40    | 5 a 9   | 32    |
| 36    | 0 a 4   | 32    |

## Economia
El 2007 la població en edat de treballar era de 1.236 persones, 825 eren actives i 411 eren inactives. De les 825 persones actives 702 estaven ocupades (359 homes i 343 dones) i 123 estaven aturades (54 homes i 69 dones). De les 411 persones inactives 146 estaven jubilades, 90 estaven estudiant i 175 estaven classificades com a «altres inactius».

### Ingressos
El 2009 a Ruoms hi havia 942 unitats fiscals que integraven 1.888,5 persones, la mediana anual d'ingressos fiscals per persona era de 16.554 €.

### Activitats econòmiques
Dels 257 establiments que hi havia el 2007, 4 eren d'empreses extractives, 8 d'empreses alimentàries, 1 d'una empresa de fabricació de material elèctric, 4 d'empreses de fabricació d'altres productes industrials, 30 d'empreses de construcció, 70 d'empreses de comerç i reparació d'automòbils, 6 d'empreses de transport, 44 d'empreses d'hostatgeria i restauració, 3 d'empreses d'informació i comunicació, 10 d'empreses financeres, 18 d'empreses immobiliàries, 19 d'empreses de serveis, 28 d'entitats de l'administració pública i 12 d'empreses classificades com a «altres activitats de serveis».
Dels 75 establiments de servei als particulars que hi havia el 2009, 1 era una gendarmeria, 1 oficina de correu, 5 oficines bancàries, 5 tallers de reparació d'automòbils i de material agrícola, 2 tallers d'inspecció tècnica de vehicles, 2 autoescoles, 10 paletes, 3 guixaires pintors, 4 fusteries, 3 lampisteries, 5 electricistes, 6 perruqueries, 1 veterinari, 21 restaurants, 5 agències immobiliàries i 1 saló de bellesa.
Dels 29 establiments comercials que hi havia el 2009, 1 era un supermercat, 1 una gran superfície de material de bricolatge, 2 botiges de menys de 120 m², 7 fleques, 1 una carnisseria, 3 llibreries, 7 botigues de roba, 1 una botiga d'equipament de la llar, 1 una botiga d'electrodomèstics, 1 una botiga de material esportiu, 1 una botiga de material de revestiment de parets i terra, 1 una joieria i 2 floristeries.
L'any 2000 a Ruoms hi havia 23 explotacions agrícoles que ocupaven un total de 136 hectàrees.

## Equipaments sanitaris i escolars
El 2009 hi havia 2 farmàcies i 1 ambulància.
El 2009 hi havia 1 escola maternal i 2 escoles elementals. Ruoms disposava d'un col·legi d'educació secundària amb 186 alumnes.

## Poblacions més properes
El següent diagrama mostra les poblacions més properes.